# 小行星7257
小行星7257（英語：7257 Yoshiya）是一颗围绕太阳公转的小行星。1994年1月7日，小林隆男在大泉町发现了此天体。
这颗小行星的绝对星等为171.4719595482065等。